# Иман Галеб аль-Хамли
Иман Хадди Галеб аль-Хамли (арабский: يمان غالب الهاملي; родилась около 1986 года) — йеменская предпринимательница, которая участвовала в установке солнечной микросети в Йемене для обеспечения чистой энергией сельских районов во время гражданской войны.

## Карьера
Аль-Хамли получила поддержку от Программы развития Организации Объединённых Наций для создания и запуска микросети в сельской местности на севере Йемена (однаой из трёх микросетей страны). Северный Йемен — передовая продолжающегося конфликта между йеменским правительством и движением хуситов, из-за которого страна с 2014 года находится в состоянии гражданской войны, и в большинстве районов отсутствует электричество. Собственная микросеть аль-Хамли привлекла внимание тем, что в ней работают десять местных женщин, что приравнивается к подвигу в консервативном Йемене, где женщин часто избегают нанимать на работу. Она действительно подверглась критике со стороны местных лидеров за выполнение «мужской» работы, хотя потом получила похвалу за обеспечение экономического дохода для йеменских домохозяйств во время войны, ведущей к низкой гарантии занятости. Аль-Хамли использовала часть прибыли от микросети для предоставления небольших кредитов местным женщинам для создания собственного бизнеса, использующего электроэнергию, полученную от системы.
Помимо работы с микросетями, аль-Хамли также выступает за мир в Йемене и прекращение войны, чтобы Йемен можно было восстановить. Помимо восстановления инфраструктуры и экономики страны, аль-Хамли также призвала вкладывать больше средств в сельское хозяйство, развитие навыков йеменского населения, создание эффективного и инклюзивного правительства и, в частности, расширение прав и возможностей женщин.

## Признание
В 2020 году аль-Хамли была названа одной из 100 женщин Би-би-си за то, что она вдохновила на перемены сельские районы Йемена. Кроме того, El País назвал её «самой влиятельной женщиной в Йемене», а Al Jazeera признала аль-Хамли одной из четырёх женщин, возглавляющих перемены на Ближнем Востоке.